# محمد مرقطن
محمد مرقطن (نحو 1955م - ): باحث وآثاريّ ومؤرخ فلسطيني، متخصّص في لغات وحضارات الشرق الأدنى القديم. يعمل حالياً في جامعة مونستر الألمانية في التدريس والبحث، وهو عضو في الأكاديمية الألمانية للعلوم في برلين.
درس محمد مرقطن اللغات السامية وعلم الآثار ودراسات الشرق الأدنى القديم في جامعة ماربورغ. درّس وبحث في العديد من الجامعات الألمانية بما في ذلك جامعة هايدلبرغ،وجامعة فيينا، وجامعة مونستر، وجامعة قطر. وهو باحث مشارك سابق في معهد الأنثروبولوجيا الاجتماعية التابع للأكاديمية النمساوية للعلوم، وأكاديمية برلين براندنبورغ للعلوم، والمعهد الألماني للأبحاث الشرقية في بيروت.
وهو باحث متخصص في النقوش العربية الجنوبية في المؤسسة الأمريكية لدراسة الإنسان (حفريات في معبد أوام: 1998 م- 2006م). أجرى أبحاثًا ميدانية وحفريات في العديد من الدول العربية، وخاصة في اليمن وعُمان والأردن والبحرين. بالإضافة إلى مساهمته في  معجم الدوحة التاريخي للغة العربية.  تشمل مجالات تركيزه دراسات جنوب الجزيرة العربية القديمة؛ والدراسات السامية المقارنة؛ ولغات وثقافات شبه الجزيرة العربية قبل الإسلام؛ والعديد من المنشورات الأكاديمية، وخاصة في مجال نقوش جنوب الجزيرة العربية القديمة.
نشر مرقطن أكثر من سبعين بحثًا أكاديميًا حول حضارات ولغات الشرق القديم، لا سيما جنوب الجزيرة العربية، باللغات الإنجليزية والألمانية والعربية. وهو رئيس تحرير مجلة أثيرت، المتخصصة في دراسات الجزيرة العربية القديمة.

## حياته

### التعليم
- 1973 - 1977: درس الآثار في الجامعة الأردنية، وتخرج من البكالوريوس سنة 1977م.
- 1981 - 1987:درس الماجستير (حتى 1985) والدكتوراة (حتى 1987م) في مجال اللغات السامية (تخصص رئيسي)، ودراسات الشرق الأدنى القديم (تخصص فرعي)، وعلم الآثار التوراتي (تخصص فرعي) في جامعة ماربورغ الألمانية.[6]